# Monaco op de Europese kampioenschappen atletiek 2010
Monaco werd door één atleet vertegenwoordigd op de Europese kampioenschappen atletiek 2010, in de Spaanse stad Barcelona. Brice Etes kon geen medaille veroveren op de 800 m.

## Deelnemer
| Onderdeel | Mannen     | Vrouwen |
| --------- | ---------- | ------- |
| 800 m     | Brice Etes |         |

## Resultaten

#### 800 m mannen
- Brice Etes
  - 15e in ½ fin.: 1.49,52 (NQ) (in reeks 1.48,54)

Albanië · Andorra · Armenië · Azerbeidzjan · België · Bosnië en Herzegovina · Bulgarije · Cyprus · Denemarken · Duitsland · Estland · Finland · Frankrijk · Georgië · Gibraltar · Griekenland · Groot-Brittannië · Hongarije · Ierland · IJsland · Israël · Italië · Kroatië · Letland · Liechtenstein · Litouwen · Luxemburg · Macedonië · Malta · Moldavië · Monaco · Montenegro · Nederland · Noorwegen · Oekraïne · Oostenrijk · Polen · Portugal · Roemenië · Rusland · San Marino · Servië · Slovenië · Slowakije · Spanje · Tsjechië · Turkije · Wit-Rusland · Zweden · Zwitserland